# Мазь
Мазь (лат. Unguentum) — м'яка лікарська форма для зовнішнього застосування.

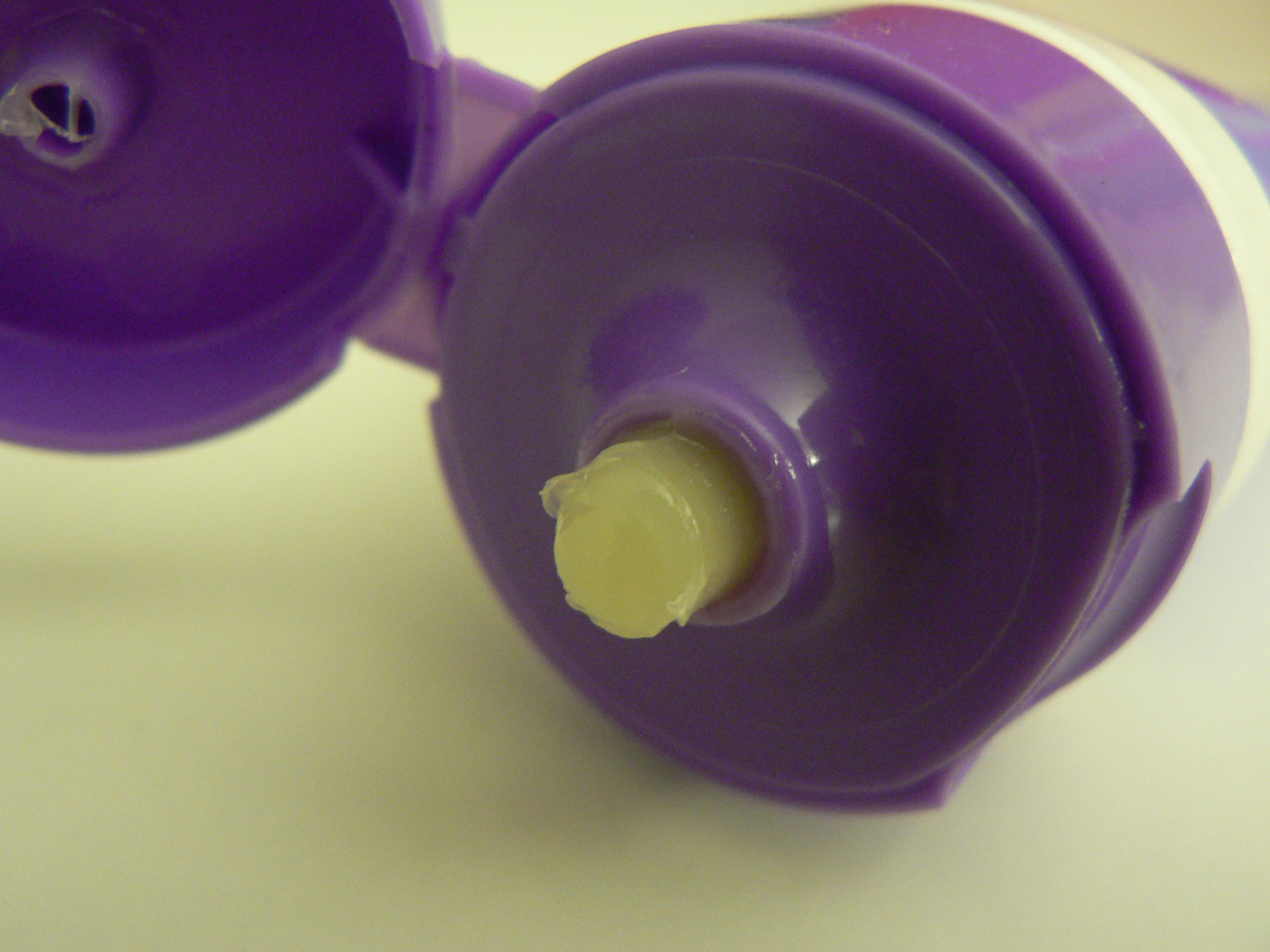
Мазь у тюбику

Мазь складається з лікарської речовини і лікарської основи (вазеліну, ланоліну, нафталану тощо). В своїй основі мазі містять жири (наприклад, свинячий, бичачий).

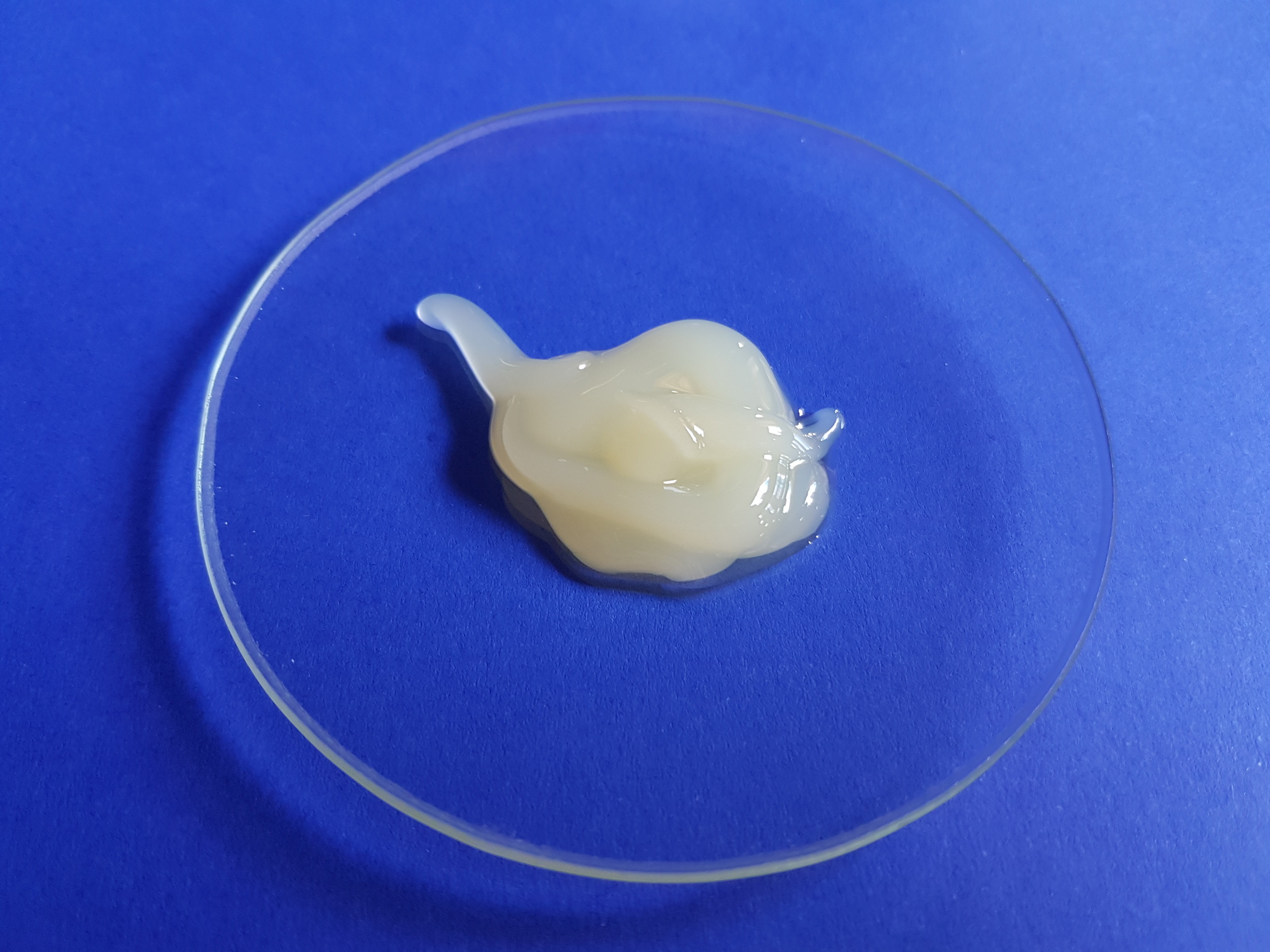
Мазь

Кількість порошкуватих лікарських речовин у мазі не перевищує 25 % маси основи.
Мазі чинять епідермісу пом'якшувальну дію, розпушують ороговілий шар, сприяючи цим більш глибокому проникненню лікарських речовин в шкіру.
Мазі мають не тільки місцеву, а загальну дію на організм. До негативних властивостей мазів можна віднести здатність порушувати персипацію[уточнити термін] шкіри; це несприятливо позначається на протіканні гострозапальних, особливо поширених процесів, викликаючи їх загострення.
Київська княгиня Євпраксія Мстиславівна (нар.1108 — пом.1172) — автор наукового трактату «Мазі» — першої відомої на Русі медичної праці (тепер примірник зберігається у флорентійській бібліотеці Лоренцо Медічі). В основу трактату покладено дані тогочасних наукових рукописів і власні спостереження.[джерело?]

## Джерело
- Українська радянська енциклопедія : у 12 т. / гол. ред. М. П. Бажан ; редкол.: О. К. Антонов та ін. — 2-ге вид. — К. : Головна редакція УРЕ, 1974–1985., Том 6., К., 1981, стор. 304